# Jordan Walden
Pour les articles homonymes, voir Walden.
Jordan Craig Walden (né le 16 novembre 1987 à Fort Worth,Texas, États-Unis) est un ancien lanceur de relève droitier des Ligues majeures de baseball.

## Carrière

### Angels de Los Angeles
Après des études secondaires à la Mansfield High School de Mansfield (Texas), Jordan Walden est repêché le 6 juin 2006 par les Angels de Los Angeles au douzième tour de sélection. Il ne signe pas immédiatement et entame des études supérieures au Grayson County College à Denison (Texas) où il porte les couleurs des Vikings.  
Walden rejoint finalement les rangs professionnels en paraphant son premier contrat le 29 mai 2007. Il perçoit un bonus d'un million de dollars à la signature. 
Lanceur partant à ses débuts en ligues mineures dans l'organisation des Angels, il est converti en releveur. 

#### Saison 2010
Il est promu en majeures en 2010, faisant ses débuts au monticule pour l'équipe d'Anaheim le 22 août. Walden signe son premier sauvetage le 19 septembre lors d'une rencontre face aux Rays de Tampa Bay.

#### Saison 2011
Il maintient une moyenne de points mérités de 2,35 avec 23 retraits sur des prises en 15 manches et un tiers lancées en 2010 avec les Angels et sa seule décision est une défaite.
Walden est le stoppeur des Angels en 2011 et connaît dans ce rôle une excellente saison recrue qui lui vaut même d'être invité au match des étoiles. Il réalise 33 sauvetages et maintient une excellente moyenne de 2,98 points mérités accordé par parties. Il lance 60 manches et un tiers en 62 parties et enregistre 67 retraits sur des prises. Il remporte sa première victoire en carrière le 22 juin, contre les Marlins de la Floride. Après la saison, il termine 7e au vote désignant la recrue de l'année de la Ligue américaine de baseball.

#### Saison 2012
En 45 matchs et 39 manches lancées en 2012, Walden présente une moyenne de points mérités de 3,46. Il remporte trois victoires, subit deux défaites et enregistre un sauvetage.

### Braves d'Atlanta
Le 30 novembre 2012, les Angels échangent Jordan Walden aux Braves d'Atlanta contre le lanceur partant droitier Tommy Hanson.
En deux saisons et 108 matchs joués à Atlanta, Walden maintient une moyenne de points mérités de 3,15 avec quatre victoires, cinq défaites, quatre sauvetages et 116 retraits sur des prises en 97 manches lancées. Il fait particulièrement bien en 2014 avec une moyenne de points mérités de 2,88 et 62 retraits sur des prises en 50 manches lancées.

### Cardinals de Saint-Louis
Le 17 novembre 2014, les Braves d'Atlanta échangent Walden et le voltigeur étoile Jason Heyward aux Cardinals de Saint-Louis contre le lanceur partant droitier Shelby Miller et le lanceur droitier des ligues mineures Tyrell Jenkins.

### Style

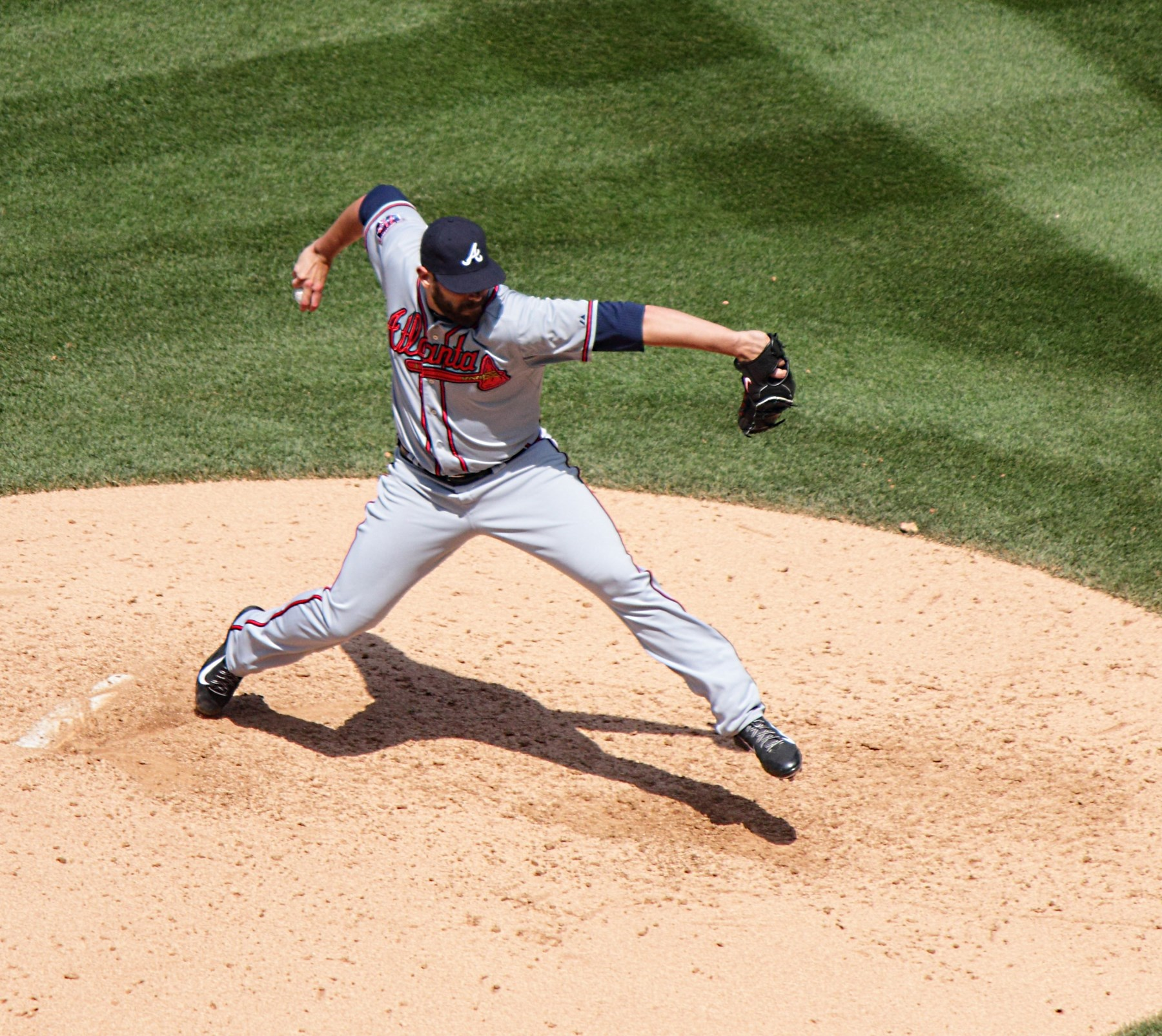
Le style de Jordan Walden (en 2014 avec les Braves d'Atlanta) vu de haut.

Walden est connu pour sa motion particulière. Lorsqu'il lance, il effectue un bond au milieu de sa motion, avant de retomber les deux pieds sur le monticule et de décocher son tir vers le frappeur. Son style a été décrit comme une version moins prononcée du style de Carter Capps, dont la légalité de la motion a été mise en doute.

## Statistiques
| Saison | Équipe    | G  | GS | CG | SHO | V | D | SV | IP   | SO | ERA  |
| ------ | --------- | -- | -- | -- | --- | - | - | -- | ---- | -- | ---- |
| 2010   | LA Angels | 16 | 0  | 0  | 0   | 0 | 1 | 1  | 15.1 | 23 | 2,35 |
| Totaux | Totaux    | 16 | 0  | 0  | 0   | 0 | 1 | 1  | 15.1 | 23 | 2,35 |

Note : G = Matches joués ; GS = Matches comme lanceur partant ; CG = Matches complets ; SHO = Blanchissages ; 
V = Victoires ; D = Défaites ; SV = Sauvetages ; IP = Manches lancées ; SO = Retraits sur des prises ; ERA = Moyenne de points mérités.